# 女蜘蛛人 (潔西卡·德魯)
女蜘蛛人（英語：Spider-Woman），本名潔西卡·德魯，是漫威漫畫中的虛構超級英雄角色，由作家阿切·古德溫和藝術家瑪麗·塞維林所創作。女蜘蛛人首次於《漫威聚光燈》#32中登場。

## 人物
潔西卡·米莉安·德魯（Jessica Miriam Drew）出生於英國倫敦，小時候與家人搬到她的父親和至高進化在特蘭西的溫達哥德山附近所建造的實驗室裡。幾個月後，潔西卡因為鈾暴露而中了鈾中毒。為了挽救她的生命，她的父親給她注射了一種利用放射性蜘蛛的血液所製造的實驗血清。由於血清需要一個月的時間孵化，至高進化於是將她置於一部遺傳加速器中。不久後，潔西卡的母親去世，父親亦離棄自己前往美國，改由至高進化照顧她，然而在加速器中，她的年齡被減緩，過了幾十年後，她被釋放時只有17歲。潔西卡其後被犯罪組織九頭蛇洗腦，成為代號「阿剌克涅」的九頭蛇特工。在與尼克·福瑞對戰後，潔西卡得知真相並離開九頭蛇。

## 其他媒體

### 電視
- 《女蜘蛛人（英语：Spider-Woman (TV series)）》：由瓊·汎阿克（英语：Joan Van Ark）配音。

### 電影
- 蜘蛛宇宙系列：由伊莎·蕾配音
  - 《蜘蛛人：穿越新宇宙》（2023）[1]。
- 索尼影業蜘蛛人宇宙：由達珂塔·強生飾演。
  - 《蜘蛛夫人》（2024）

### 遊戲
- 《Marvel：終極聯盟（英语：Marvel: Ultimate Alliance）》，由塔西亞·瓦倫達（英语：Tasia Valenza）配音[2]。
- 《蜘蛛人：暗影之網（英语：Spider-Man: Web of Shadows）》，由瑪莉·伊莉莎白·麥格萊恩（英语：Mary Elizabeth McGlynn）配音[3]。
- 《Marvel：終極聯盟2（英语：Marvel: Ultimate Alliance 2）》，由伊麗莎白·戴利（英语：E.G. Daily）配音[4]。
- 《漫威英雄 Online》，由格蕾·德萊勒配音。
- 《乐高漫威超级英雄》[5]，由凱莉·華格倫（英语：Kari Wahlgren）配音[6]。
- 《蜘蛛人：飛越無限（英语：Spider-Man Unlimited (video game)）》，由勞拉·貝利（英语：Laura Bailey (voice actress)）配音[2]。
- 《漫威復仇者學院（英语：Marvel Avengers Academy）》，由琪兒蘭·席普卡配音[7]。
- 《樂高漫威復仇者聯盟（英语：Lego Marvel's Avengers）》[8]
- 《漫威拼圖探索（英语：Marvel Puzzle Quest）》[9]
- 《漫威：未來之戰》：手機遊戲，女蜘蛛人是玩家可使用角色之一。

## 外部連結
- Spider-Woman (Jessica Drew) （页面存档备份，存于）  超級英雄數據庫